# Chomiczek syryjski
Chomiczek syryjski, chomik syryjski (Mesocricetus auratus) – gatunek ssaka z podrodziny chomików (Cricetinae) w obrębie rodziny chomikowatych (Cricetidae), hodowanego także jako zwierzę domowe.

## Występowanie
Zasięg występowania chomiczka syryjskiego jest ograniczony do płaskowyżu Aleppo na pograniczu południowej Turcji i północnej Syrii między Eblą i Şanlıurfą; prawdopodobnie obecny również w Hatay. W pierwszej połowie XX wieku został sprowadzony do Stanów Zjednoczonych, gdzie został udomowiony. Hodowla chomika na terenie Europy została spopularyzowana dopiero po II wojnie światowej. Gryzoń w naturze zamieszkuje głównie środowiska stepowo-pustynne.

## Taksonomia
Gatunek po raz pierwszy zgodnie z zasadami nazewnictwa binominalnego opisał w 1839 roku angielski przyrodnik George Robert Waterhouse nadając mu nazwę Cricetus auratus. Holotyp pochodził z Aleppo, w Syrii.
W przeszłości M. auratus uważany był za jedyny gatunek rodzaju Mesocricetus, obejmujący taksony brandti, newtoni i raddei. Posiada unikalną morfologię i skład genetyczny. Autorzy Illustrated Checklist of the Mammals of the World uznają ten takson za gatunek monotypowy.

### Etymologia
- Mesocricetus: gr. μεσος mesos „środkowy, pośredni”; rodzaj Cricetus Leske, 1779 (chomik)[9].
- auratus: łac. auratus „pozłacany, zdobione złotem”, od aurum „złoto”[10].

## Wygląd
Długość ciała (bez ogona) 128–165 mm, długość ogona 13–21 mm; masa ciała 82–175 g; samce są większe i cięższe od samic. Nogi ma krótkie, silne i przystosowane do długich biegów. Łapy są nieowłosione, przednie mają 4 wykształcone palce, kciuk jest zredukowany do małego wyrostka. Tylne łapy mają 5 palców i wyposażone są w zgrubienia na podeszwach ułatwiające wspinanie się. Chomiczki posiadają krótkie nieowłosione ogony, swym kształtem zbliżone do ogona niedźwiedzia. Charakterystyczną cechą są torby policzkowe, służące przede wszystkim do gromadzenia i transportu pokarmu. Chomiczki oznaczają terytorium za pomocą gruczołów zapachowych; u chomiczka syryjskiego położone są one na bokach ciała w pobliżu tylnych odnóży. Chomiczki mają duże wypukłe oczy, charakterystyczne dla zwierząt aktywnych o zmierzchu i nocą. W dzień nie widzą zbyt ostro. Podczas poszukiwania pożywienia posługują się świetnym węchem, który służy im także do oceny jakości pokarmu. Chomiczki mają bardzo dobry słuch. Słyszenie ułatwiają duże i dobrze rozwinięte małżowiny uszne, które podczas snu zwierzę kuli i przyciska, aby ciasno przylegały do głowy. Chomiczkowi w orientacji pomagają wibrysy – długie włosy czuciowe. Chomiczki, jak wszystkie gryzonie, posiadają bezkorzeniowe, stale rosnące siekacze. Tętno chomiczka uzależnione jest od pory dnia i wynosi 380–412/min, wykonuje około 75 oddechów/min, a rektalna temperatura ciała osiąga 36,3–37,5 °C. Może mieć krótką, rzadziej długą sierść.

### Ubarwienie

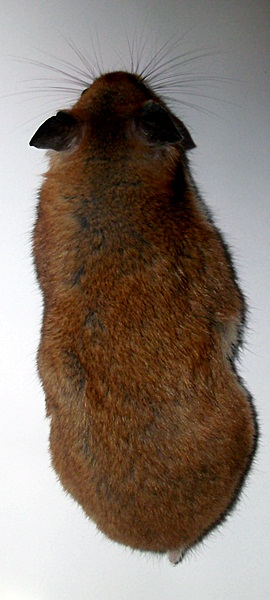
Chomiczek syryjski – ubarwienie

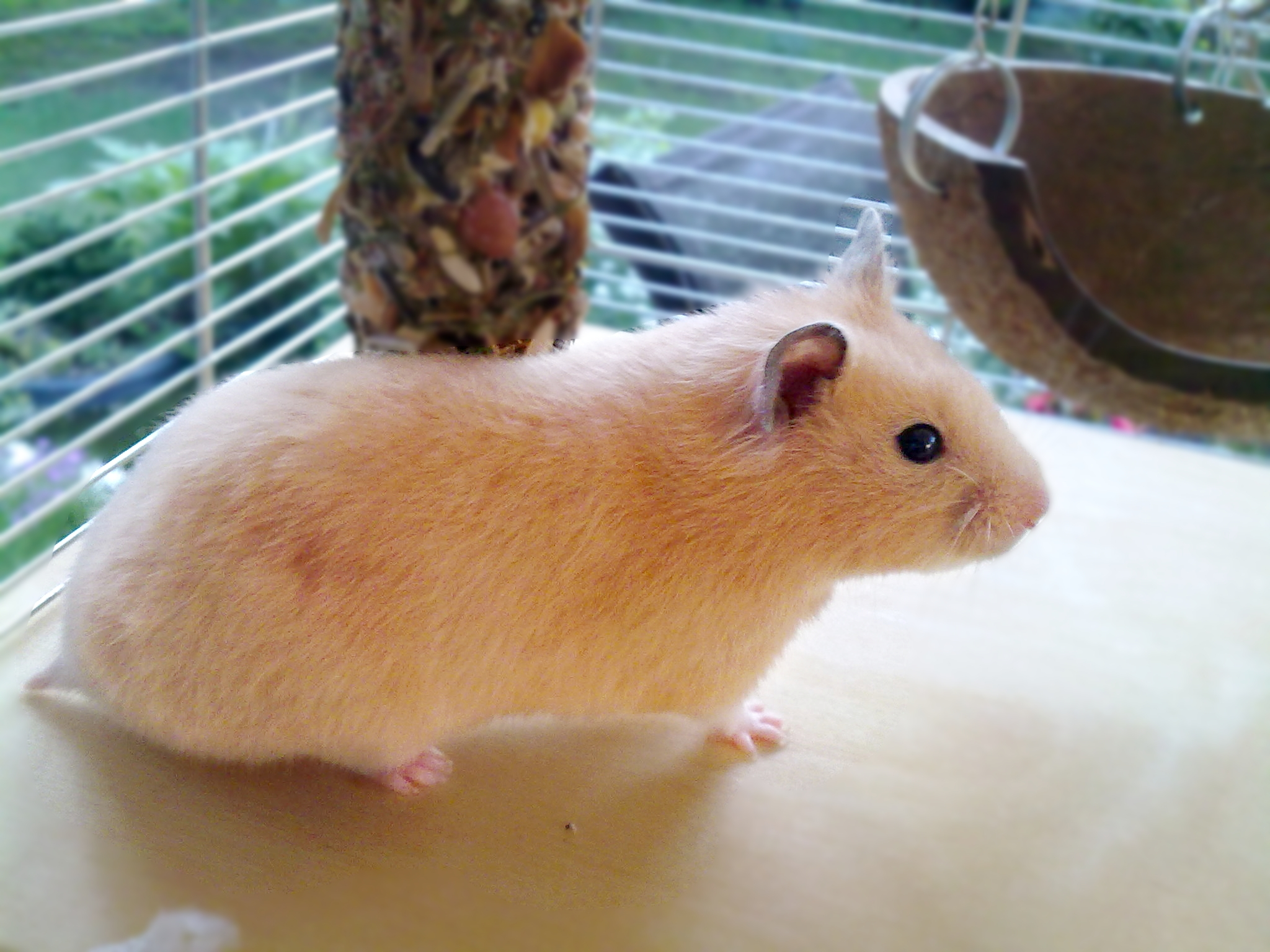
Chomiczek syryjski – odmiana kremowa

W wyniku spontanicznych mutacji, a następnie selekcji hodowlanej, powstała niezliczona ilość odmian barwnych chomiczka syryjskiego: zbliżona do naturalnej złota (Golden), kremowa (Cream), biała (White), cynamonowa (Cinnamon), czarna (Black), popielata, srebrno-szara (Silver grey) oraz wiele innych. Zdarzają się też chomiczki albinotyczne, o białej sierści i czerwonych oczach.
Za podstawowy typ włosia u chomiczka syryjskiego uważa się sierść krótką – short hair, jednak podobnie jak w przypadku odmian kolorystycznych, w wyniku selekcji hodowlanej otrzymano także inne typy włosa. Wyróżniamy więc chomiczki długowłose – long hair, satynowe – satin (chomiczki satynowe posiadają gładką, lśniącą sierść. Włos zyskuje połysk ponieważ jest niezwykle cienki) oraz rex (sierść gęsta i kręcona, cechą charakterystyczną są tu kręcone wąsy czuciowe).

### Genetyka
Chomiczki syryjskie posiadają w komórkach ciała 22 pary chromosomów. 21 par autosomalnych i jedną allosomów.

## Udomowienie chomiczka syryjskiego
Chomiczek syryjski został opisany po raz pierwszy w 1839 r. przez brytyjskiego zoologa Waterhouse'a i nazwany Cricetus auratus. Biorąc pod uwagę to, że gatunek ten nie wyróżniał się jakimiś specjalnymi cechami, nie interesowano się nimi zbytnio. Z czasem obserwowano je coraz rzadziej, aż w końcu uznano je za gatunek wymarły. Dopiero w 1930 r. profesor Aharoni z University of Jerusalem, prowadzący prace wykopaliskowe w okolicach Aleppo w Syrii, znalazł samicę z 12 młodymi. Ponieważ zwierzęta znalezione w 1930 roku były nieco większe, niż te odnalezione przez Waterhouse'a, zostały opisane pod łacińską nazwą Mesocricetus auratus. Jednak informacje dotyczące ich dalszych losów nie są ujednolicone. Część autorów opracowań o chomiczkach podaje, że większość zwierząt nie przeżyła drogi do Jerozolimy i padła, zaś pozostałe – jeden samczyk i dwie samiczki, rozmnożyły się już po trzech miesiącach i dopiero ich potomstwo ruszyło na podbój świata. Inni uważają, że ta trójka (niektórzy uważają, że czwórka) młodych trafiła do Anglii, do Londynu, i dopiero tam doczekała się przychówku, zaś te, które pozostały w Syrii, padły. Tak czy inaczej wiadomo, że wszystkie chomiczki syryjskie na świecie pochodzą od trzech lub czterech zwierząt. Dzięki łączeniu i rozmnażaniu odłowionych chomiczków otrzymano kolejne przychówki, w których na skutek mutacji pojawiły się nowe cechy budowy ciała i umaszczenia.
Pomimo ocalenia gatunku przed wyginięciem, chomiczki syryjskie nie budziły większego zainteresowania. Dopiero gdy w 1938 roku trafiły do Stanów Zjednoczonych jako zwierzęta laboratoryjne, zaczęła się ich kariera. Okazało się bowiem, że łatwo się mnożą i oswajają, a co za tym idzie – idealnie nadają się do domowej hodowli. Do Polski pierwsze chomiczki dotarły po II wojnie światowej, w 1950 roku.

## Pożywienie
Chomiczki żyjące na wolności mają bardzo urozmaicony jadłospis. Zależy on od pory roku. Żywią się przede wszystkim pokarmem roślinnym – głównie nasionami i owocami. Chętnie jedzą marchew i jabłka. Zwierzęta te potrzebują także niewielkich ilości białka zwierzęcego, które może być im dostarczane m.in. w formie gotowanego bez soli mięsa, nabiału lub owadów (np. suszonych larw mącznika młynarka). Nie piją dużo wody, lecz muszą mieć do niej stały dostęp. Chomiczki domowe odżywiają się także specjalną karmą – mieszanką nasion dla gryzoni. Można im dawać różne owoce i warzywa, lecz nie powinno się podawać owoców pestkowych, cytrusowych i fasoli.

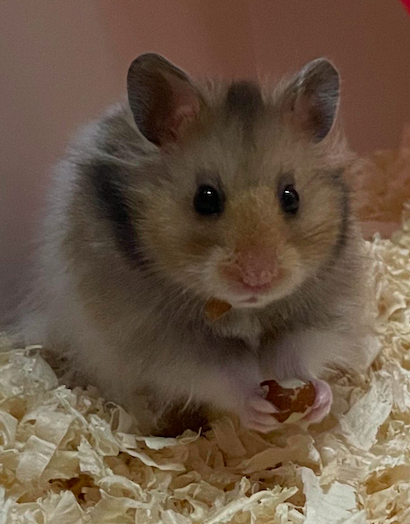
Chomik syryjski długowłosy

## Tryb życia
Zamieszkuje on tereny pustynne i półpustynne, można go spotkać też na polach zbożowych. Złocista barwa futra utrudnia obserwowanie tego gryzonia na wolności, przez co mało wiadomo o jego biologii i zachowaniu. Chomiczki prowadzą aktywny tryb życia, przemierzając duże odległości w poszukiwaniu pokarmu. Chomiczki syryjskie są typowymi samotnikami i należy je trzymać pojedynczo. Zwierzęta te biegają wolniej, bardziej wydłużając tułów od innych gatunków. Gdy temperatura otoczenia spadnie poniżej 6 °C, chomiczek zapada w stan hibernacji, jest to sen zimowy. Ale gdy temperatura wzrasta powyżej 37–38 °C, zwierzę zapada w sen letni – nazywany estywacją. Chomiczki na wolności wykopują nory z tunelami i komorami przeznaczonymi na legowisko, magazyn pokarmu (może zebrać nawet do 16 kg) oraz na "toaletę". Długość nory dochodzi do 2 metrów.
Po 1930 r. chomiczki syryjskie były rzadko znajdywane w naturze. We wrześniu 1997 r. i marcu 1999 r. zorganizowane były wyprawy, w których naukowcy zdołali znaleźć 30 nor. Żadna nie należała do więcej niż jednego osobnika. Schwytano 6 samic i 7 samców. Jedna samica była w ciąży i urodziła 6 młodych. Wszystkie 19 chomiczków wysłano do Niemiec w celu utworzenia stada hodowlanego.
Obserwacje samic z dzikiej populacji wykazały, że w przeciwieństwie do chomiczków laboratoryjnych, nie są aktywne w nocy, lecz najbardziej o poranku i wieczorem, prawdopodobnie, aby uniknąć nocnych drapieżników, takich jak sowy.

## Rozród
Ruja u samicy chomiczka syryjskiego powtarza się regularnie co 3–6 dni. Zaloty chomiczków przypominają walkę. Zwierzęta ścigają się i szamocą, w końcu zaczynają się obwąchiwać i lizać nawzajem, po czym dochodzi do kopulacji. W krótkim czasie dochodzi do następnych zbliżeń, aż do momentu, gdy popęd samicy osłabnie i przegoni ona samca. Jeśli samiec nie ma drogi ucieczki, to samica w obronie przyszłego potomstwa potrafi nawet zabić partnera.
Ciąża trwa 16–20 dni, a w miocie jest 3–12 młodych, chociaż są mioty liczące nawet 14 osesków. Poród ze względu na małe rozmiary młodych ma łagodny przebieg. Samica, aby zapobiec skażeniu gniazda, zjada młode, które urodzą się martwe. Młode rodzą się nagie i ślepe. Samica przegryza pępowinę, po czym dokładnie wylizuje i masuje nowo narodzone potomstwo, co pomaga usprawnić krążenie krwi. Matka karmi młode leżąc na nich. Po około 2 tygodniach młodym rośnie pierwsza sierść, a po 4 tygodniach wychodzą z gniazda.
Młode rosną bardzo szybko. Trzeciego dnia po urodzeniu wyodrębnia się już pigmentacja skóry. Piątego dnia pojawia się delikatny meszek pokrywający ciało, jednak brzuch pozostaje jeszcze przez pewien czas nagi. Po ośmiu dniach u młodych samic widać już sutki. Po 15 dniach następuje otwarcie oczu. Chomiczki bawią się ze sobą i same już dbają o higienę ciała. Zaczynają korzystać z miejsca przeznaczonego na toaletę. Na 1–2 tygodnie przed zakończeniem okresu ssania stają się bardzo aktywne ruchowo. W trzecim tygodniu życia zostają odstawione od piersi. Przez jakiś czas pozostają jeszcze przy matce. Samce osiągają dojrzałość płciową w wieku 60 dni, samice – w wieku 30 dni. Pierwsza kopulacja następuje zazwyczaj w 12–14 tygodniu życia. Chomiczki są całkowicie wyrośnięte w wieku trzech miesięcy. Przeciętna długość życia wynosi 18 miesięcy, choć w niewoli mogą dożyć nawet 2-3 lat.

### Kanibalizm
Stosunkowo często zdarza się u chomiczków kanibalizm polegający na zjadaniu własnego potomstwa. W optymalnych warunkach samica rodzi i odchowuje młode. Jednak jeśli w okresie okołoporodowym i podczas odchowu jest niepokojona, najczęściej zjada swoje młode. Natura przewidziała takie sytuacje, w których zagrożenie dla potomstwa jest zbyt duże. Samica instynktownie zjada swoje młode po to, by móc w najbliższym czasie w lepszych, bezpieczniejszych warunkach urodzić następny miot, który będzie miał szansę przeżycia, zaś samo zjedzenie młodych to dostarczenie organizmowi cennego białka. Inną niż niepokojenie przyczyną kanibalizmu może być zbyt młody wiek samicy, niedobór białka lub brak wody do picia. W okresie karmienia młodych mlekiem zapotrzebowanie na płyny wzrasta i brak dostępu do wody może być równie niebezpieczny dla miotu.